# Alexander Moissi

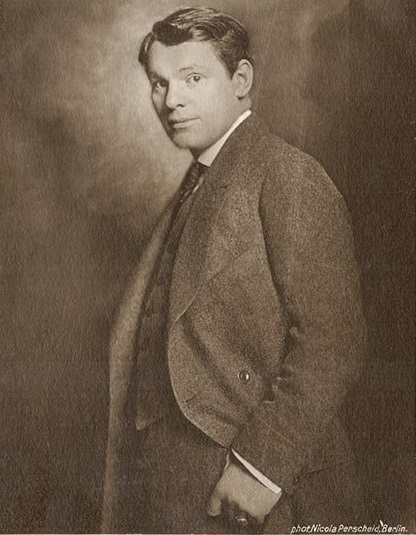
Alexander Moissi,
Foto: Nicola Perscheid, ca. 1920

Alexander Moissi (albanisch Aleksandër Moisiu, italienisch Alessandro Moisi; * 2. April 1879 in Triest, Österreich-Ungarn; † 22. März 1935 in Wien) war ein österreichischer Schauspieler albanischer und Arbëresh-Abstammung. Zwischen 1910 und 1930 galt er als berühmtester Schauspieler im deutschsprachigen Raum, wegen seiner vielen Tourneen auch als Weltstar.
Moissi war der Protagonist des modernen, zerrissenen, morbiden Menschen zu Beginn des 20. Jahrhunderts. Seine berühmtesten Rollen waren der Oswald in Henrik Ibsens Gespenster, Fedja in Der lebende Leichnam von Leo Tolstoi und Jedermann in Max Reinhardts Inszenierung von Hugo von Hofmannsthals gleichnamigem Stück 1920 am Salzburger Domplatz.

## Biographie
Alexander Moissi wurde am 2. April 1879 (nach anderen Quellen am 2. April 1880) als fünftes Kind des wohlhabenden albanischen Kaufmannes und Reeders Konstantin Moisiu und der Arbëreshe Amalia di Rada als Alessandro Moissi im italienischen Triest, damals in Österreich-Ungarn, geboren. Er wuchs beim Vater in der albanischen Hafenstadt Durrës und bei der Mutter in Triest auf, besuchte ein Internat in Graz und übersiedelte 1898 als 19-Jähriger mit geringen Deutschkenntnissen nach Wien, wo er ein Gesangsstudium begann. Nach einem Jahr wurde ihm der freie Studienplatz entzogen, und Moissi bewarb sich am Burgtheater um eine Schauspielausbildung, wurde jedoch abgelehnt und musste sich aufgrund seines stark italienischen Akzents mit stummen Rollen in der Komparserie begnügen.
Dort wurde Moissi von Josef Kainz in einer Aufführung von Molières Tartuffe entdeckt. Der berühmte Kainz spielte die Titelrolle, Moissi einen stummen Diener. In der gemeinsamen Szene beim ersten Auftritt des Tartuffe sah Kainz dem jungen Moissi ins Gesicht – und vergaß für einige Augenblicke seinen Text. Am nächsten Tag setzte sich Kainz beim Direktor des Theaters, Paul Schlenther, mit den Worten für Moissi ein, er habe den „Schauspieler der Zukunft“ gesehen. Schlenther vermittelte das merkwürdige Talent nach Prag ans Neue Deutsche Theater, wo Moissi von 1901 bis 1903 blieb.
Im Jahr 1903 ging Moissi nach Berlin, wo ihn Max Reinhardt entdeckte und trotz erster verheerender Kritiken in sein Ensemble am Deutschen Theater engagierte. Es brauchte eine Weile, bis Moissi sich durchsetzen konnte. Noch bei Shakespeares Der Kaufmann von Venedig mit Rudolf Schildkraut, Reinhardts zweiter großer Shakespeare-Inszenierung nach dem Sommernachtstraum 1905 (in dem Moissi den Oberon gespielt hatte), wurde Moissi als Solanio von der Kritik unbarmherzig angegriffen. „Aber Reinhardts Glaube an Moissis Fähigkeiten war nicht zu erschüttern. Immer wieder stellte er ihn in wichtigen Rollen auf die Bühne, ließ sich durch den italienischen Akzent nicht abschrecken und kämpfte für ihn, bis er ihn durchgesetzt hatte.“ (Gusti Adler)
Moissi wurde bei Max Reinhardt in Berlin zum Star und zog mit seinem italianisierten Sprachduktus, in dem er eher sang als sprach, viele in seinen Bann. Der Dichter Franz Werfel nannte ihn einen Zauberer, für Stefan Zweig war seine Stimme Musik, Gerhart Hauptmann und Klabund bewunderten ihn, und Franz Kafka schrieb ins Tagebuch:

„Runde Wangen und doch ein kantiges Gesicht. Weiches Haar, mit weichen Handbewegungen immer wieder gestrichen. Trotzdem so viele Melodien zu hören waren, die Stimme gelenkt schien wie ein leichtes Boot im Wasser, war die Melodie der Verse eigentlich nicht zu hören. Manche Worte wurden von der Stimme aufgelöst, sie waren so zart angefasst worden, dass sie aufsprangen und nichts mehr mit der menschlichen Stimme zu tun hatten … (Prag, am 28. Februar 1912)“

Nicht alle konnten Moissis Stil ertragen. Der Direktor des Burgtheaters Alfred von Berger sagte 1910 zu Hugo Thimig über Moissi: „Ich bin aus seinem Hamlet herausgelaufen, so widerwärtig ist mir der Mann.“
Moissi führte bald das Leben eines regelrechten Superstars, er beherrschte die Schlagzeilen der Zeitungen und Illustrierten wie sonst nur Enrico Caruso oder Rudolph Valentino, war Frauenschwarm und Abenteurer und führte ein rastloses und ruinöses Leben. Er wurde zum berühmtesten und zugleich bestbezahlten Bühnenschauspieler seiner Zeit.
Im Jahre 1914 ging Moissi als Freiwilliger auf deutscher Seite in den Ersten Weltkrieg und geriet in Gefangenschaft. 1918 schloss er sich zeitweise den aufständischen Spartakisten an.
Moissi gab 1918 ein Gastspiel in der Neuen Wiener Bühne u. a. mit Die Räuber, in denen er den Franz Moor spielte, und Hamlet, in dem Elisabeth Bergner die Ophelia gab. Für die Dauer des Gastspiels war auch Alexander Granach engagiert. Max Reinhardt besetzte Moissi 1920 als ersten Jedermann bei den Salzburger Festspielen. In dieser Rolle war er auch 1922 zu sehen und wiederum von 1926 bis 1931. Die Buhlschaft gab in den Jahren 1921 und 1922 seine Ehefrau Johanna Terwin.
In der Zwischenkriegszeit wurde Moissi immer mehr zum Starschauspieler, der sich zunehmend auf Tournee befand. In Berlin trat er nur noch als Gast auf. Sein Schauspielstil galt hier als antiquiert und konnte nicht mehr mit Entwicklungen wie Expressionismus oder dem politischen Theater Brechts und Piscators mithalten. Als Exot wurde Moissi in Deutschland geliebt und gehasst und in den Metropolen Europas und Amerikas gefeiert. 1933 verließ Moissi Deutschland.
Er war kein Jude, galt aber als solcher und wurde als »der Jude Moissi« geächtet. Im Sommer 1933 inszenierte Oberregisseur Lothar Wallerstein im faschistischen Italien das Mysterienspiel Jedermann von Hugo von Hofmannsthal mit Moissi in der Titelrolle. Er spielte sie auf Italienisch. Premiere war am 11. Juli 1933 auf dem Vorplatz der mittelalterlichen Basilica di Sant’Ambrogio – mit sensationellem Erfolg:
Moissi erklärt: ‚Schönster Augenblick meines Künstlerlebens‘ […]
Als am Schlusse der gestrigen Aufführung Alexander Moissi sein berühmtes ‚Vaterunser‘ beendet hatte, brach das Publikum nach einem Moment der Ergriffenheit in stürmische Kundgebungen aus. Wiener Allgemeine Zeitung, 12. Juli 1933, S. 5

### Familie

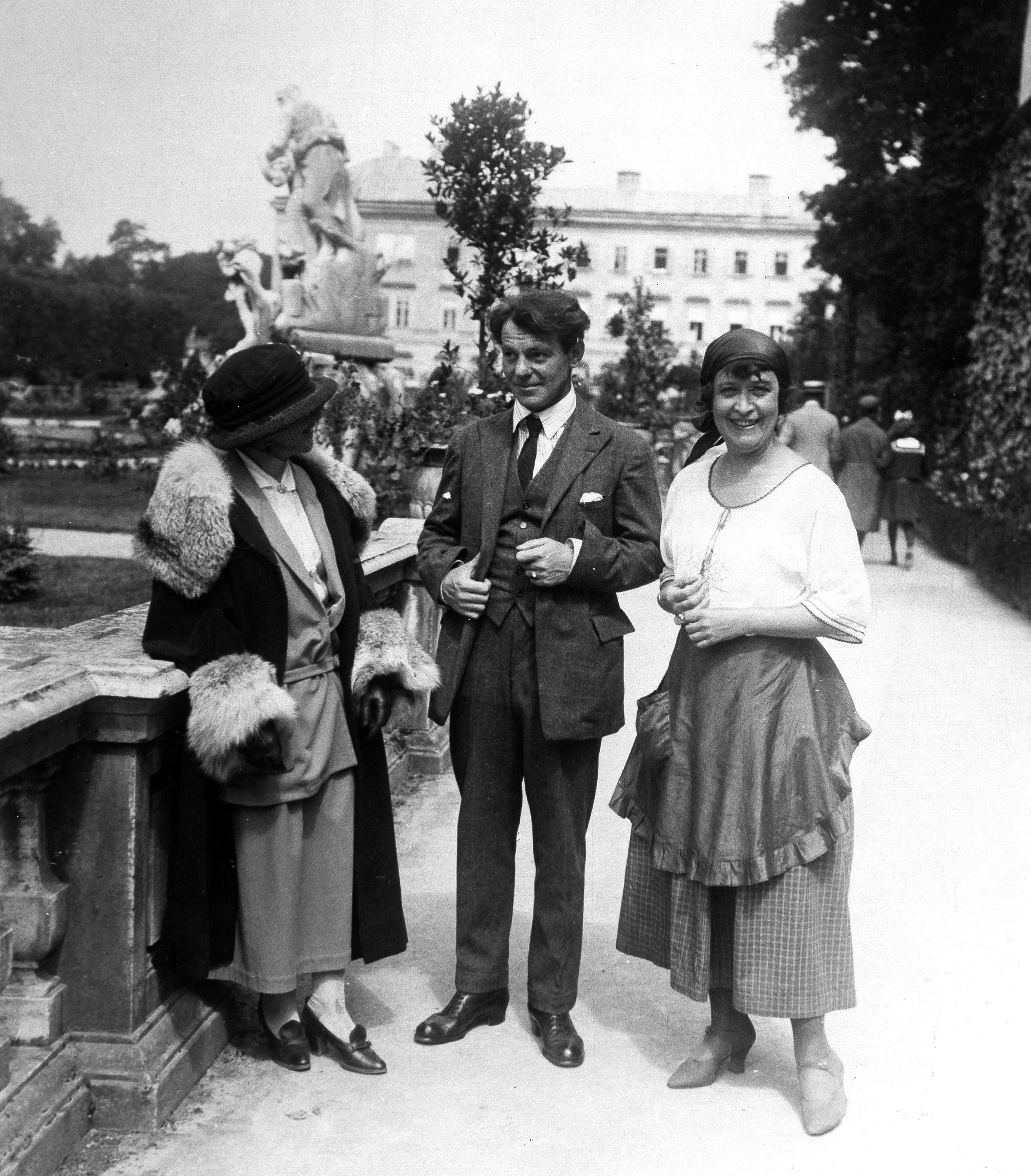
Alexander Moissi mit seiner Frau Johanna Terwin (links) und Grete Kainz vor dem Schloss Mirabell in Salzburg, Foto: Ludwig Boedecker, 1923

1910 heiratete Moissi in England Maria Urfus (1874–1943). Urfus gründete 1913 in Berlin die „Schauspielschule Maria Moissi“, an der auch ihr Mann unterrichtete. Die Ehe wurde 1918 geschieden. Das Paar hatte eine voreheliche Tochter, Beatrice Moissi (* 1906 München; † 1998). Diese heiratete 1942 den Filmeditor Conrad von Molo, nannte sich Beate von Molo und wurde als Regisseurin und Theaterleiterin bekannt.
In zweiter Ehe war Moissi seit 1919 mit der Schauspielerin Johanna Terwin (eigentlich Johanna Winter, 1884–1962) verheiratet. Alexander Moissi hatte eine zweite Tochter mit der Schauspielerin Herta Hambach, Bettina Sybille Therese Hambach (* 1923 Berlin; † 2023 Zürich), Künstlername ab 1946: Bettina Moissi, die Filmschauspielerin wurde und 1959 den Kunsthändler und -sammler Heinz Berggruen heiratete. Zu seinen weiteren Nachkommen zählen der Investor und Kunstsammler Nicolas Berggruen, ein Enkel, sowie der Schauspieler Gedeon Burkhard, ein Urenkel.

### Tod

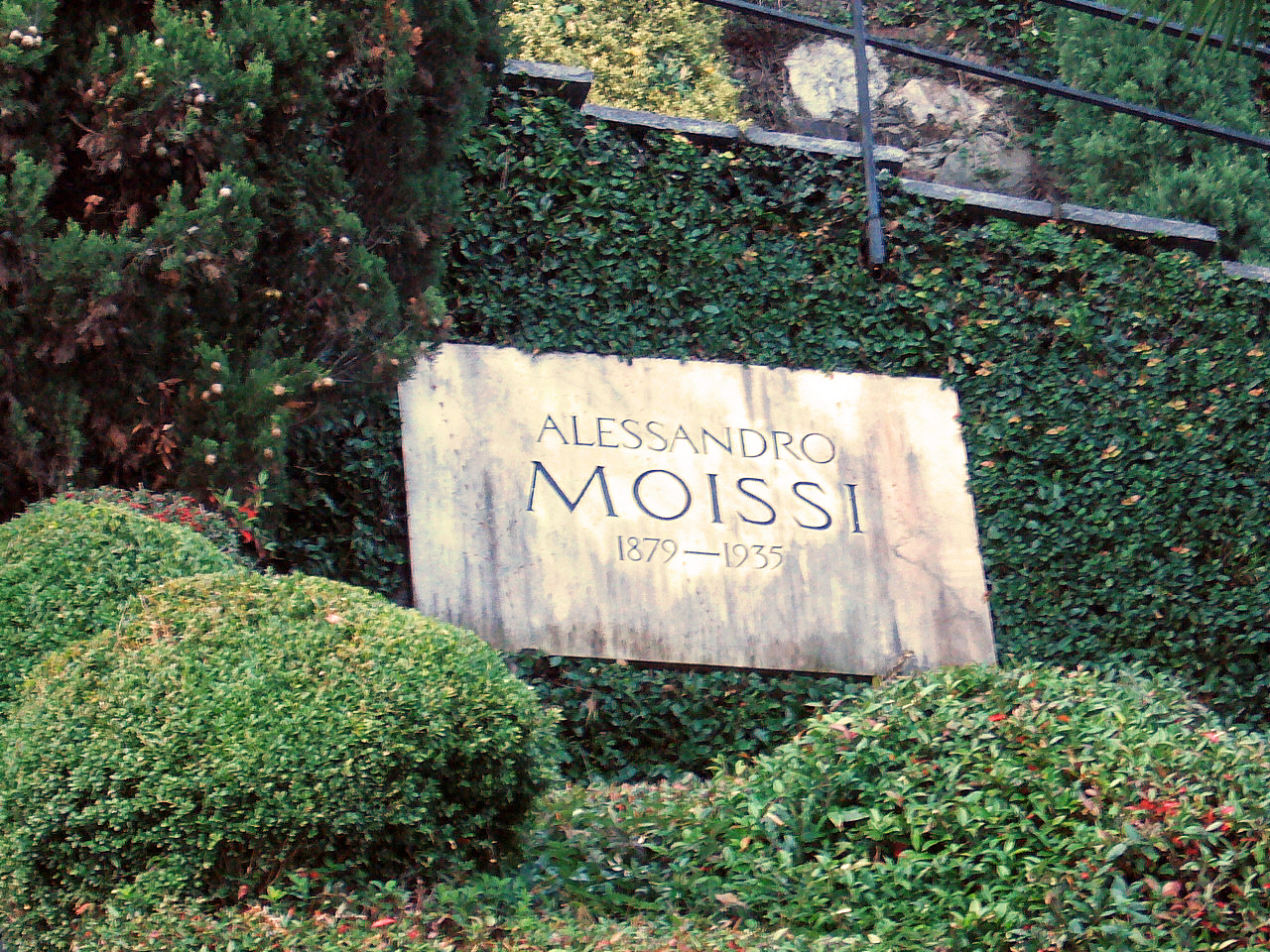
Grab von Alexander Moissi auf dem Friedhof von Morcote im Kanton Tessin, Schweiz

Der nach Berlin zuständige Moissi starb am 22. März 1935 im Cottage-Sanatorium für Nerven- und Stoffwechselkranke in Wien an den Folgen einer Lungenentzündung, nach einer Italientournee, zwischen Dreharbeiten und Proben für ein von Pirandello für ihn geschriebenes und von seinem Freund Stefan Zweig übersetztes Stück. Auf dem Totenbett erreichte Alexander Moissi ein Telegramm aus Rom, in dem ihm die italienische Staatsbürgerschaft angeboten wurde. Auch die Albaner – damals regierte König Zogu in Tirana – stellten ihm einen Pass in Aussicht, mit der zweifelhaften Ehre, dass Moissi Hofschauspieler bei Zogu würde. Die Frage der nationalen Zugehörigkeit wurde nicht mehr entschieden. Moissi starb darüber. Andere Autoren erwähnen hingegen, dass ihm 1934 doch noch die albanische Staatsbürgerschaft verliehen worden sei. Bei der Trauerfeier in der Feuerhalle Simmering legte der Schauspieler Albert Bassermann den Iffland-Ring auf den Sarg Moissis, da er ihm die Auszeichnung eigentlich später hatte überlassen wollen. Moissis Urne wurde später in die Schweiz gebracht und auf dem Friedhof von Morcote begraben.

## Repertoire

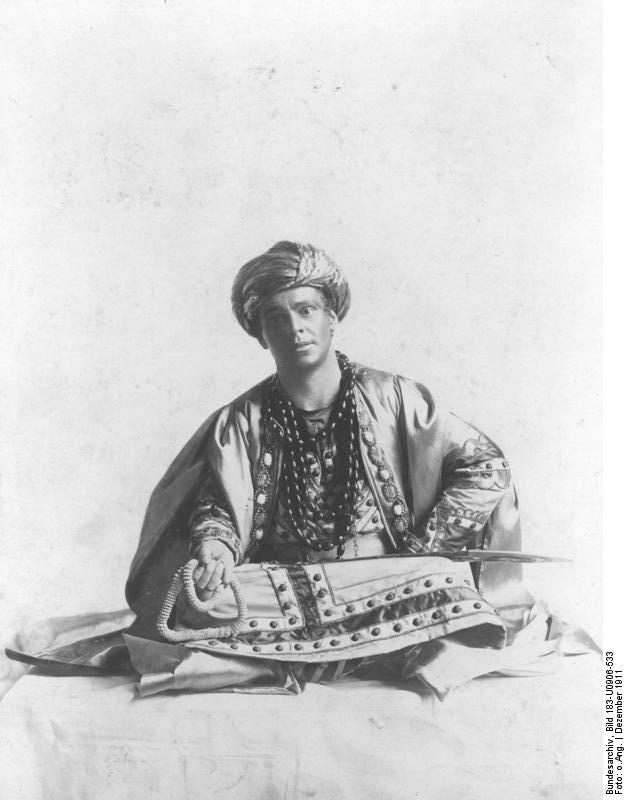
Alexander Moissi als Prinz Kalaf in Carlo Gozzis Turandot (1911)

Alexander Moissi gilt als einer der Heroen der Schauspielkunst zu Anfang des 20. Jahrhunderts. Er war Orest und Ödipus, Danton und Torquato Tasso, Hamlet und Romeo, Faust und Jedermann. Die grüblerischen, zerrissenen Charaktere, dem Tod zugeneigt, lagen ihm besonders. Der Tod war sein Markenzeichen. Denn keiner starb auf der Bühne so oft und so vollendet schön wie Moissi, er führte das Sterben „als individuelle Kunst“ vor.

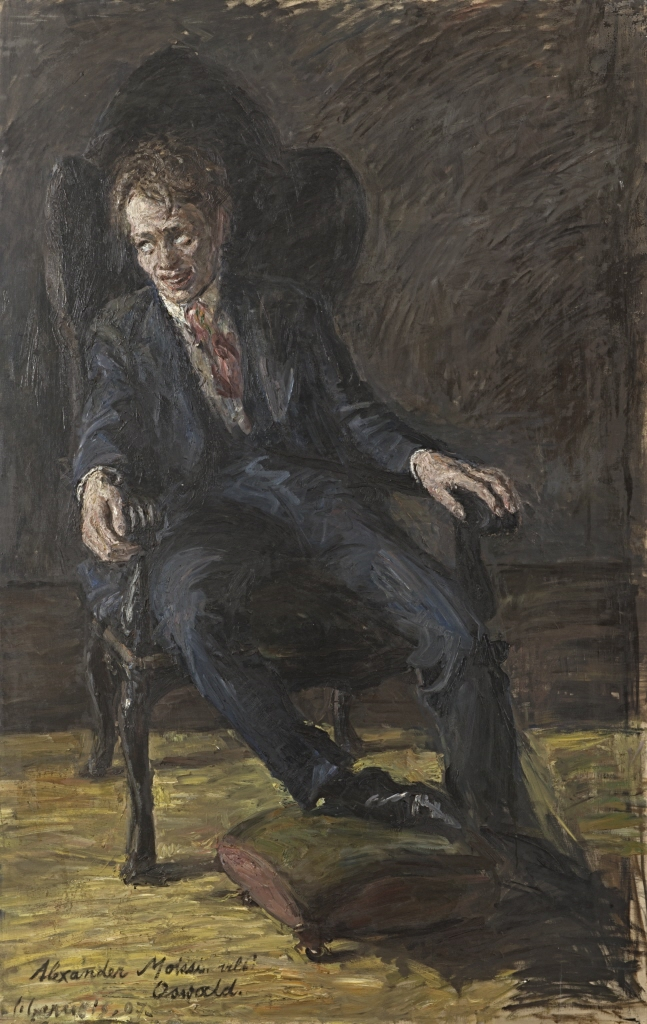
Benno Berneis: Alexander Moissi als Oswald (1907)

Seine erste Glanzrolle war 1906 der unheilbar an Syphilis erkrankte Oswald in Henrik Ibsens Gespenster, in jener legendären Aufführung, mit der Max Reinhardt seine zweite Spielstätte, die Kammerspiele des Deutschen Theaters eröffnete. Edvard Munch entwarf die Bühnenbilder, die Besetzung war: Agnes Sorma (Frau Alving), Alexander Moissi (Oswald), Friedrich Kayssler (Manders), Lucie Höflich (Regine) und Max Reinhardt (Engstrand). Moissi spielte den Oswald mehr als zwei Jahrzehnte lang, oft in Gastauftritten, so 1927 an den Münchner Kammerspielen (mit Therese Giehse als Mutter Alving) und 1929 sogar am Broadway.
Eine andere Lebensrolle Moissis war der Selbstmörder Fedja in Der lebende Leichnam von Leo Tolstois: Das Stück hatte 1913 in Berlin Premiere; bis zu seinem Tod 1935 spielte Moissi diese Rolle mehr als 1500 mal. Die Rolle war auch sein letzter Auftritt vor seinem Tod.
Moissis Repertoire umfasste das ganze Spektrum der europäischen Theaterliteratur von der antiken griechischen Tragödie bis zur Moderne. Moissi spielte unter Reinhardt zahlreiche Shakespeare-Rollen, darunter den Narren in König Lear, Jacques in Wie es euch gefällt, Prinz Heinz in Heinrich IV. (mit Paul Wegener), Romeo in Romeo und Julia, aber auch den Prinzen in Lessings Emilia Galotti, Ricault in Lessings Minna von Barnhelm, Goethes Faust und den Clavigo (1923 im Redoutensaal der Wiener Hofburg).
Er spielte aber auch in Uraufführungen von Gerhart Hauptmann (Der weiße Heiland), Frank Wedekind (Frühlings Erwachen, 1906), Knut Hamsun (Vom Teufel geholt, 1914) und Hugo von Hofmannsthal.
1911 wurde Moissi für seine Interpretation des König Ödipus auf einer Tournee nach Sankt Petersburg gefeiert. An diesen Erfolg schlossen sich zahlreiche weitere Gastspielreisen durch ganz Europa und Nordamerika an. Tourneen führten ihn nach New York, Moskau, Paris, London, Buenos Aires, Rio de Janeiro und durch Europa – mit weltweit über 1500 Vorstellungen.
1920 verkörperte er als Erster bei den Salzburger Festspielen die Titelrolle im Jedermann, für die er mit seinem „Lebenswandel, seiner Vorliebe für schnelle Autos, Villen und einem reichen Liebesleben“ geradezu prädestiniert war. In Salzburg wurde vom Eisernen Besen, dem Organ des Antisemitenbundes, eine regelrechte Hetze gegen den von Reinhardt favorisierten Schauspieler entfacht.
Am Wiener Volkstheater spielte er 1926 Pirandellos Heinrich IV. Dort spielte er 1929 auch in der Schnitzler-Uraufführung Im Spiel der Sommerlüfte mit Luise Ullrich und den Hamlet im Frack in einer zeitgenössischen Shakespeare-Deutung. Moissi bot 1929 im Volkstheater auch seinen legendären Jedermann, den er bei den Salzburger Festspielen unter Max Reinhardt gespielt hatte. Am Theater in der Josefstadt spielte er 1928 den Orest in Richard Beer-Hofmanns Inszenierung von Goethes Iphigenie auf Tauris mit Helene Thimig.

## Filme
Elf Stumm- und zwei Tonfilme hat Moissi gedreht, erhalten geblieben ist nur der letzte. Eine Kostbarkeit wird im Österreichischen Filmarchiv in Wien aufbewahrt: Moissi als Fedja, ein Ausschnitt aus einer Wochenschau, 55 Sekunden lang.
- 1913 Meier Helmbrechts Flucht und Ende
- 1913 Das schwarze Los
- 1913 Die Augen des Ole Brandis (Rolle: Ole Brandis, junger Maler)
- 1915 Kulissenzauber
- 1915: Sein einziger Sohn
- 1918 Pique Dame, mit Johanna Terwin
- 1918 Der Ring der drei Wünsche
- 1919 Erborgtes Glück, mit Käthe Dorsch
- 1919 Der Junge Goethe (Der Sohn der Götter), mit Käthe Dorsch (Rolle: Goethe)
- 1919 Zwischen Tod und Leben, mit Maria Zelenka
- 1920 Figaros Hochzeit, mit Hella Moja, Eduard von Winterstein, Vera Schwarz, Gertrude Welcker (Rolle: Figaro)
- 1920 Die Nacht der Königin Isabeau, Regie: Robert Wiene, mit Fritz Kortner (Rolle: König Karl VI.)
- 1921 Kean, mit Heinrich George, Camilla Horn
- 1929 Die Königsloge (The Royal Box) (USA), mit Camilla Horn (Rolle: Edmund Kean)
- 1935 Lorenzino de’ Medici Rolle: Lorenzino de Medici
- 1935 Barcarole mit Lída Baarová, Gustav Fröhlich, Willy Birgel (Gastauftritt)

## Theater
- 1913: Gotthold Ephraim Lessing: Emilia Galotti (Prinz) – Regie: Max Reinhardt (Deutsches Theater Berlin)

## Tondokumente
Auf den Labels Grammophon (aufgenommen in Berlin 1911 bis 1914 und 1920), Odeon (Berlin 1917 und 1920) sowie Columbia (New York 1928) finden sich Schellackplatten mit Moissi. Es sind Gedichte und Balladen von Autoren wie Goethe, Heine, Schiller und Verhaeren sowie kürzere Szenen aus Dramen von Lord Byron, Goethe, G. Hauptmann, Hofmannsthal, Schiller und Shakespeare; auf einigen Seiten ist Moissi auch als Sänger zu hören.
17 Titel wurden 1979 auf einer LP wiederveröffentlicht (Preiser Records, Wien, Lebendige Vergangenheit LV 265).

## Zitate
Felix Holländer: Erinnern wir uns, daß Reinhardts Glanzzeit ohne Alexander Moissi nicht denkbar ist.
Richard Beer-Hofmann: Diesem großen Schauspieler ist – wie keinem zuvor – Macht verliehen, mit einer auf Sinne gestellten Kunst, Übersinnliches zu geben.
Ossip Dymow: In meiner Erinnerung bleibt Moissi immer als eine wunderbare Verkörperung von Jugend, Kraft und männlichem Zauber, unvergleichlich in seiner grausamen Sorglosigkeit.

## Gedenken

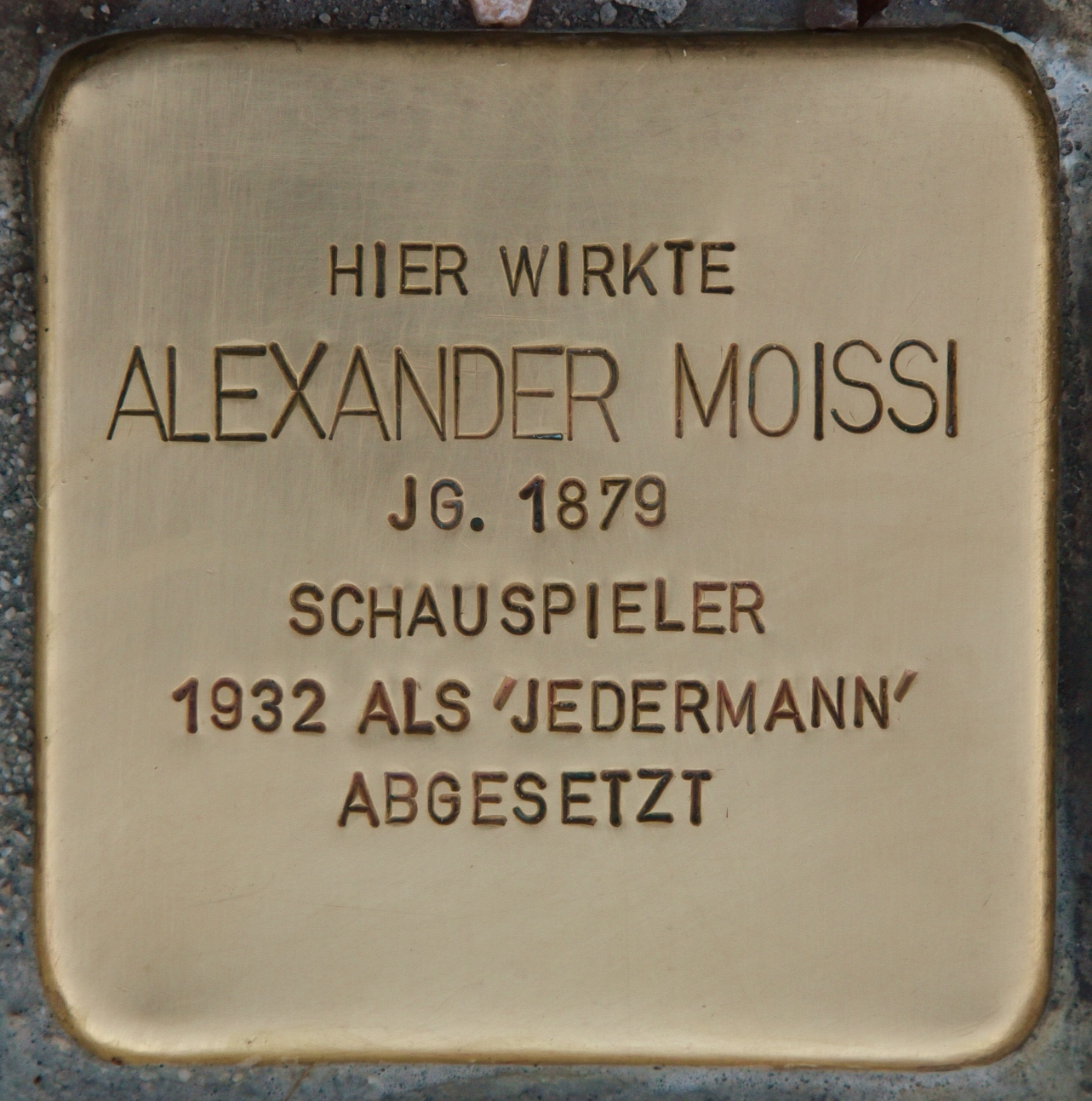
Stolperstein in Salzburg

In Berlin erinnert die Moissistraße in Treptow-Köpenick, Ortsteil Adlershof (zwischen Radicke- und Otto-Franke-Straße) an Moissi, an Moissis Wohnhaus (Kantstraße 75 in Charlottenburg) soll eine Gedenktafel angebracht werden.
In Wien-Kaisermühlen gibt es eine Gasse, die den Namen des in Wien verstorbenen Schauspielers trägt. Dort steht auch eine Statue des Künstlers. Ein Denkmal für Moissi befindet sich in Wien-Donaustadt.
In Salzburg-Alpensiedlung erinnert die Alexander-Moissi-Straße an sein Wirken.
Moissi wird in Albanien als ein bedeutender Schauspieler des Landes verehrt. Die Universität Durrës, die Schauspielschule in Tirana und das Theater von Durrës tragen Moissis Namen. In Durrës existieren eine Aleksander-Moisiu-Stiftung, die sich der Pflege seines Erbes widmet, und ein Aleksandër-Moisiu-Museum. Sein 60. Todestag wurde 1995 mit einem Jahr der Schauspielkunst begangen.
Am 17. August 2020 wurde durch den Künstler Gunter Demnig vor dem Haus für Mozart in Salzburg ein Stolperstein für Alexander Moissi verlegt.